# Bạch phát vương phi
Bạch phát vương phi (白发王妃; Phiên âm: Bai Fa Wang Fei; Tiếng Anh: Princess Silver) là một bộ phim truyền hình Trung Quốc phát sóng năm 2019 dựa trên tiểu thuyết cùng tên của Mạc Ngô Thương. Phim có sự tham gia của Trương Tuyết Nghênh, Lý Trị Đình, Kinh Siêu, La Vân Hi và Trần Hân Dư. Phim được phát sóng trên iQiyi, Tencent và Youku vào ngày 15 tháng 5 năm 2019.

## Nội dung
Tây Khải Trưởng công chúa Dung Lạc từ khi hôn mê tỉnh lại liền mất trí nhớ, khiến cho nàng hoài nghi chính thân phận của mình. Tây Khải muốn kết làm đồng minh với Bắc Lâm, bởi vậy mà Dung Nhạc phụng mệnh gả cho Bắc Lâm hoàng tử Vô Ưu, bị Vô Ưu cự tuyệt.
Dung Lạc dùng tên giả Mạn Yêu, làm chưởng quầy một trà lâu, bí mật tìm kiếm kỳ thư trị quốc của Tần gia, không ngờ lại quen Vô Ưu từ đó. Vô Ưu không biết thân phận thực sự của nàng nên đã nảy sinh tình cảm.
Đến lúc tìm được kỳ thư, Vương huynh Dung Tề lại muốn gả Dung Lạc cho Bắc Lâm Đại tướng quân Phó Trù. Dung Lạc và Phó Trù kết hôn trên danh nghĩa, bấy giờ Vô Ưu mới biết Dung Lạc chính là Mạn Yêu.
Giữa lúc rối ren như vậy, nàng lại phát hiện Phó Trù chính là huynh đệ của Vô Ưu, mà bản thân nàng cũng chính là hậu duệ Tần gia – Tần Mạn. Bọn họ bấy giờ mới hiểu ra rằng, giữa thời loạn thế, ngay cả hạnh phúc của chính mình cũng khó lòng giữ được. Lúc này Dung Lạc cũng đã có tình cảm với Vô Ưu. Trong một lần Vô Ưu suýt chết, Dung Nhạc vì đau buồn mà sau một đêm tóc trở nên bạc trắng, nên gọi là "Bạch Phát Vương phi".
Cuối cùng Dung Lạc, Vô Ưu và Phó Trù buông bỏ tình riêng, bỏ qua ân oán, cùng với Dung Tề đập tan âm mưu của gian thần, yên ổn triều cục.

## Phân vai

### Tuyến nhân vật chính
| Diễn viên           | Nhân vật                    | Giới thiệu |
| ------------------- | --------------------------- | --- |
| Trương Tuyết Nghênh | Dung Nhạc/ Mạn Yêu/ Tần Mạn | Tây Khải trưởng công chúa, vô tình nghe được cuộc nói chuyện của Thái hậu và tùy tùng nên bị truy sát, vừa tỉnh lại liền mất trí nhớ.Tây Khải muốn kết làm đồng minh với Bắc Lâm, bởi vậy mà Dung Nhạc phụng mệnh gả cho Bắc Lâm thất hoàng tử Vô Ưu, bị Vô Ưu cự tuyệt. Dung Nhạc dùng tên giả Mạn Yêu, làm chưởng quầy một trà lâu, bí mật tìm kiếm kỳ thư trị quốc của Tần gia. Nhưng không ngờ từ đó lại kết thân với Tông Chính Vô Ưu và nảy sinh tình cảm với chàng. Chuyện tình của hai người trải qua bao nhiêu khó khăn gian khổ cuối cùng cũng trở thành chuyện tình đẹp lưu danh ngàn đời. Dung Nhạc thực chất là nữ nhi của Tần Vĩnh, tên là Tần Mạn. Tần gia bị diệt vong, Tần Mạn sau đó được hắc y nhân cứu giúp và thay thế Dung Nhạc công chúa mới qua đời. Có một con trai với Vô Ưu tên Tông Chính Doanh. |
| Lý Trị Đình         | Tông Chính Vô Ưu            | Bắc Lâm thất hoàng tử Tông Chính Vô Ưu, sau này được phong làm Lê Vương. Tính tình cuồng ngạo bất kham, không câu nệ lễ pháp. Bi kịch tình cảm giữa phụ hoàng và mẫu hậu khiến cho Vô Ưu sinh ra kháng cự tình yêu, thậm chí không tiếc hy sinh tình cảm để đạt được mục đích của mình. Cho đến khi gặp Dung Nhạc mới hiểu thế nào là chân tình. |
| Kinh Siêu           | Phó Trù                     | Đại tướng quân Bắc Lâm, sau này trở thành Nhiếp chính vương. Thiếu chủ Thiên Cừu Môn, mang sứ mệnh trả thù cho mẫu thân Phù Uyên thái hậu. Thành thân với Dung Nhạc để thực hiện kế hoạch báo thù nhưng lại đem lòng yêu nàng. Phó Trù thực chất là Tống Chính Vô Trù, hoàng tử của Bắc Lâm và là huynh đệ song sinh của Tông Chính Vô Ưu. Sau này phát hiện ra mình chỉ là một con rối bị Phù Uyên lợi dụng, Phó Trù buông bỏ hận thù, cùng Vô Ưu đập tan âm mưu của gian thần, ổn định triều cục. |
| La Vân Hi           | Dung Tề                     | Hoàng đế Tây Khải, vương huynh của Dung Nhạc. Tính tình lãnh đạm xa cách, lí trí, khắc chế, là mối tình đầu của Dung Nhạc. Biết bản thân trúng độc, thân thể yếu ớt bạc mệnh không sống quá hai mươi tư tuổi, Dung Tề làm tất cả đều muốn bảo vệ cho Dung Nhạc, muốn nàng sống tốt, muốn nàng vui vẻ nhưng lại bị Dung Nhạc hiểu lầm sinh hận. Sau đó, phát hiện máu của bản thân chính là thứ duy nhất có thể giải độc cho Dung Nhạc, mỗi lần độc tố trong người Dung Nhạc tái phát Dung Tề đều bấm máu của mình nhỏ từng giọt vào miệng nàng, để hạ nguy. Cuối cùng dùng cả tính mạng để cứu nàng. |
| Trần Hân Dư         | Ngân Hương                  | Sát thủ Thiên Cừu Môn, thủ hạ của Phó Trù. Vốn là nữ nhi của Tần Vĩnh, em gái Tần Mạn (Dung Nhạc), tên là Tần Tương. Thuở thiếu thời Ngân Hương và Phó Trù cùng lớn lên ở Thiên Cừu Môn, nàng hiểu rõ tất cả thù hận và khổ đau mà Phó Trù phải gánh vác. Bởi thế nàng cho rằng trên đời này bản thân mới là người hiểu Phó Trù hơn ai hết. Yêu Phó Trù nhưng không được đáp lại, cuối cùng có một con gái với Phó Trù tên Niệm Nhi. |

### Tuyến nhân vật phụ

#### Bắc Lâm quốc
| Diễn viên                 | Nhân vật                 | Giới thiệu |
| Hoàng tộc                 | Hoàng tộc                | Hoàng tộc |
| ------------------------- | ------------------------ | --- |
| Lưu Tích Minh             | Tông Chính Doãn Hách     | Bắc Lâm hoàng đế. Vì tham vọng quyền lực mà vô tình giết chết người mình yêu Vân Phi, đồng thời khiến Phù Uyên hoàng hậu sinh hận, khởi nguồn vòng xoáy báo thù oan nghiệt sau này.                                              |
| Nhiếp Mai                 | Bắc Lâm Hoàng hậu        | Bắc Lâm (kế) hoàng hậu. |
| Đặng Sa                   | Vân Phi                  | Mẫu phi của Vô Ưu và Phó Trù. |
| Mao Phàm                  | Tông Chính Huyền Minh    | Phạm Dương Vương, hoàng đệ của Bắc Lâm Hoàng đế Tông Chính Vẫn Hách. |
| Lưu Hãn Dương             | Tông Chính Tiểu Nhân (?) | Thái tử Bắc Lâm quốc. Ham mê tửu sắc, không được Bắc Lâm đế coi trọng. Luôn tìm cách hãm hại Tông Chính Vô Ưu. |
| Trương Tuyền              | Thái tử phi              | |
| Thư Á Tín                 | Tông Chính Vô Úc         | Cửu hoàng tử Bắc Lâm quốc, thích Chiêu Vân. Sau khi Chiêu Vân công chúa lấy Ninh Thiên Dịch, quen Tiêu Khả và thích muội muội của Tiêu Sát                                                                                       |
| Dương Cảnh Thiên (杨景天) | Tông Chính Doanh         | Con trai Dung Nhạc và Vô Ưu |
| Trương Gia Kỳ             | Niệm Nhi                 | Con gái Phó Trù và Ngân Hương |
| Khác                      |                          | |
| Đại Văn Văn (代文雯)      | Tôn Nhã Ly               | Con gái Tôn Kế Châu. Yêu Phó Trù nhưng phát hiện Phó Trù chỉ lợi dụng mình. Sau này được Vô Ưu cứu nên sinh tình cảm, bị Linh Nguyệt xúi giục, ganh ghét hãm hại làm Dung Nhạc và Vô Ưu hiểu lầm nhau. Bị Linh Nguyệt giết chết. |
| Văn Trúc                  | Chiêu Vân                | Quận chúa Bắc Lâm quốc, yêu Vô Úc nhưng bị ép gả cho Ninh Thiên Dịch. Về sau yêu Ninh Thiên Dịch, có một đứa con. |
| Nghê Hàn Tần              | Lãnh Viêm                | Thuộc hạ của Vô Ưu |
| Cao Quảng Trạch           | Hạng Ảnh                 | Thuộc hạ của Phó Trù, thích Ngân Hương. |
| Hồ Nghị                   | Thường Giám              | Thuộc hạ của Phó Trù |
| Lý Tư Dương               | Vô Tương Tử              | Sư huynh của Vô Ưu, thủ lĩnh Vô Ẩn lâu. |
| Lục Trung                 | Tôn Kế Châu              | Quan đại thần, cha của Tôn Nhã Ly. Bị Phó Trù lợi dụng hại Dung Nhạc. |
| Lý Đại Côn (李岱昆)       | La Thực                  | La Tướng quân |
| Đinh Tử Tuấn              | Tần Vĩnh                 | Cha Tần Mạn (Dung Nhạc) và Tần Tương (Ngân Hương) |
| Dương Trình Minh          | Dương Duy                | Quan đại thần |
| Lư Trác                   | Dư Văn Kiệt              | Thuộc hạ của Thái tử, bị giết sau khi ám sát Vô Ưu bất thành |
| Vương Hiểu Huy            | Hướng Thành              | Thống lĩnh cấm quân, bị Phó Trù giết. |
| Trương Bân                | Thái đại nhân            | Tay sai của Tôn Kế Châu. |
| Vu Bằng                   | Tào đại nhân             | Tay sai của Tôn Kế Châu. |
| Quách Duệ Thần            | Xuân Nê                  | Nha hoàn của Tôn Nhã Ly |
| Vương Ca                  | Thu Di                   | |

Tây Khải quốc
| Diễn viên              | Nhân vật               | Giới thiệu |
| ---------------------- | ---------------------- | --- |
| Điền Hải Dung (田海蓉) | Phù Uyên Thái hậu      | Thái hậu Tây Tề. Trước là Phù Uyên Hoàng hậu của Bắc Lâm. Khi còn trẻ được hứa hôn với Tông Chính Doãn Hách. Bị Bắc Lâm đế hãm hại hạ độc, hoàng đế Tây Tề cưỡng hiếp sinh ra Dung Tề. Lợi dụng Phó Trù để báo thù, khiến các hoàng tử Bắc Lâm chống lại nhau, nhiễu loạn triều cương. |
| Điền Lôi (田雷)        | Lâm Thần               | Môn chủ Thiên Cừu Môn. |
| Vương Du               | Linh Nguyệt / Thanh Hồ | Nha hoàn thân cận của Dung Nhạc, thích Tiêu Sát. Vì bị ảnh hưởng bởi Lâm Thần về sau định hãm hại Dung Nhạc bị Tiêu Sát đâm chết |
| Cao Sảng               | Tiêu Sát               | Thị vệ của Dung Nhạc, thích Linh Nguyệt. |
| Mễ Mễ                  | Tiêu Khả               | Em gái Tiêu Sát, thích Vô Úc. |
| Vương Thuần            | Lũng Nguyệt            | Người trung thành nhất của Dung Nhạc, hi sinh để hi vọng Dung Nhạc thoát khỏi Dung Tề |
| Trâu Tân Vũ            | Liên Tâm               | Nha hoàn thân cận của Dung Nhạc. Bị phát hiện vô ý tuồn bí mật cho ngươi ngoài nên bị đuổi |
| Lưu Hạo Quần           | Ẩn vệ                  | Ẩn vệ của Dung Tề |
| Kỳ Tâm Nhị             | Tần Tương (lúc nhỏ)    | |
| Bùi Giai Hân           | Tần Mạn (lúc nhỏ)      | |

#### Thần quốc
| Diễn viên               | Nhân vật            | Giới thiệu                                                                         |
| ----------------------- | ------------------- | ---------------------------------------------------------------------------------- |
| Lư Triển Tường (芦展翔) | Hoàng đế Thần quốc  | Còn nhỏ tuổi, bề ngoài nhu nhược nhưng thực chất rất thông minh.                   |
| Từ Khả (徐可)           | Ninh Thiên Dịch     | Hoàng tử Thần quốc, lấy Chiêu Vân quận chúa. Tự sát vì âm mưu phản quốc bất thành. |
| Hoàng Xán Xán           | Trầm Ngư / Lạc Nhan | Thuộc hạ của Ninh Thiên Dịch, được giao nhiệm vụ tìm kiếm Sơn Hà chí.              |
| Trần Chúng Phu          | Lại Vũ              | Thuộc hạ của Ninh Thiên Dịch.                                                      |

## Sản xuất
Bộ phim bắt đầu quay vào tháng 4 năm 2018 tại phim trường Hoành Điếm và đóng máy vào tháng 8 năm 2018.

## Nhạc phim
1. Hồng Trần Ấm Áp - Lục Dực
2. Như Tuyết - Lý Trị Đình
3. Tiểu Chí - Úc Khả Duy & Lý Trị Đình
4. Tâm Toả - Kim Nhuận Cát